# Jelena Iwanowna Pridankina
Jelena Iwanowna Pridankina (russisch Елена Ивановна Приданкина, wiss. Transliteration; englische Schreibweise Elena Pridankina; * 30. August 2005) ist eine russische Tennisspielerin.

## Karriere
Pridankina begann im Alter von vier Jahren mit dem Tennissport und bevorzugt Rasenplätze. Sie spielt bislang vorrangig Turniere der ITF Women’s World Tennis Tour, wo sie bislang sechs Titel im Einzel und neun im Doppel gewann.

## Turniersiege

### Einzel
| Nr. | Datum              | Turnier             | Kategorie | Belag     | Finalgegnerin       | Ergebnis        |
| --- | ------------------ | ------------------- | --------- | --------- | ------------------- | --------------- |
| 1.  | 13. August 2022    | Kairo               | ITF W15   | Sand      | Alexandra Iordache  | 6:1, 6:1        |
| 2.  | 24. September 2022 | Scharm asch-Schaich | ITF W15   | Hartplatz | Katarína Kužmová    | 3:6, 6:4, 6:4   |
| 3.  | 30. Oktober 2022   | Scharm asch-Schaich | ITF W15   | Hartplatz | Anastassija Gurjewa | 6:75, 6:4, 7:62 |
| 4.  | 9. April 2023      | Scharm asch-Schaich | ITF W15   | Hartplatz | Wang Meiling        | 6:3, 6:1        |
| 5.  | 24. September 2023 | Kuršumlija          | ITF W15   | Sand      | Mara Guth           | 7:64, Aufgabe   |
| 6.  | 17. August 2024    | Amstetten           | ITF W75   | Sand      | Walerija Strachowa  | 6:0, 6:4        |

### Doppel
| Nr. | Datum              | Turnier             | Kategorie      | Belag             | Partnerin             | Finalgegnerinnen                     | Ergebnis          |
| --- | ------------------ | ------------------- | -------------- | ----------------- | --------------------- | ------------------------------------ | ----------------- |
| 1.  | 24. September 2022 | Scharm asch-Schaich | ITF W15        | Hartplatz         | Aglaja Fjodorowa      | Yasmin Ezzat Aljona Falej            | 7:5, 6:1          |
| 2.  | 29. Oktober 2022   | Scharm asch-Schaich | ITF W15        | Hartplatz         | Anastassija Gurjewa   | Cho I-hsuan Cho Yi-tsen              | 6:73, 6:1, [10:6] |
| 3.  | 15. Juli 2023      | Aschaffenburg       | ITF W25        | Sand              | Ivana Šebestová       | Manon Léonard Lucie Nguyen Tan       | 2:6, 6:2, [10:5]  |
| 4.  | 18. November 2023  | Funchal             | ITF W40        | Hartplatz         | Anastassija Kowaljowa | Yasmine Mansouri Inês Murta          | 6:2, 6:3          |
| 5.  | 25. November 2023  | Lousada             | ITF W25        | Hartplatz         | Mara Guth             | Alicia Melosch Johanna Silva         | 6:1, 6:1          |
| 6.  | 24. August 2024    | Přerov              | ITF W75        | Sand              | Julie Štruplová       | Noma Noha Akugue Sapfo Sakellaridi   | 6:3, 6:4          |
| 7.  | 12. Oktober 2024   | Bratislava          | ITF W75        | Hartplatz (Halle) | Isabelle Haverlag     | Katarína Kužmová Nina Vargová        | 7:5, 6:2          |
| 8.  | 31. Januar 2025    | Pune                | ITF W75        | Hartplatz         | Alewtina Ibragimowa   | Marija Kosyrewa Iryna Schymanowitsch | 6:2, 1:6, [10:8]  |
| 9.  | 8. Februar 2025    | Mumbai              | WTA Challenger | Hartplatz         | Amina Anschba         | Arianne Hartono Prarthana Thombare   | 7:64, 2:6, [10:7] |
| 10. | 8. März 2025       | Trnava              | ITF W75        | Hartplatz (Halle) | Isabelle Haverlag     | Magali Kempen Jessika Ponchet        | 6:2, 6:3          |